# Venera 14
Venera 14, en russe Венера-14, est, avec Venera 13, l'une des deux sondes spatiales soviétiques identiques construites pour profiter de la fenêtre de lancement de 1981. Elles furent lancées à cinq jours d'intervalle en direction de Vénus pour une mise en orbite et un atterrissage sur la planète. Venera 14 fonctionna pendant 57 minutes sur la surface de Vénus.

## Conception et déroulement de la mission
La mission Venera 14 consistait en un module de service (nommé 81-106A) et un module de descente attaché (81-106D). Ce module de descente était un ensemble hermétiquement scellé qui contenait la plus grande part de l'instrumentation et de l'électronique, monté sur une plate-forme d'atterrissage en forme d'anneau et surmonté par une antenne. La conception était similaire à celle des atterrisseurs Venera 9 à 12 précédents. 
Venera 14 plongea dans l’atmosphère de Vénus le 5 mars 1982 et atterrit à 13,25° S, 310° E,[réf. nécessaire] juste à l’est de l’extension orientale plus élevée de la région de Phœbé et environ 950 km au sud-est de Venera 13. La zone était constituée d'affleurements de lits rocheux entourés par un sol sombre à grains fins.
Après l’atterrissage, un système d’imagerie panoramique fut mis en marche. Un bras de perforation se mit en contact avec la surface et obtint un échantillon qui fut placé dans une chambre hermétique et maintenu à 30 °C et 0,05 atm. L’atterrisseur survécut 57 minutes (la durée prévue était de 32 minutes) sous une température de 457 °C et une pression de 84 bars.